# Genlisea angolensis
Genlisea angolensis ist eine fleischfressende Pflanzenart aus der Gattung der Reusenfallen in der Familie der Wasserschlauchgewächse (Lentibulariaceae). Sie ist im westlichen Zentralafrika heimisch.

## Beschreibung
Genlisea angolensis ist eine vermutlich einjährige, krautige Pflanze. Die kahlen Laubblätter stehen in einer dichten bodenständigen Rosette, sind 5 bis 10 Zentimeter lang und 5 bis 11 Millimeter breit; sie sind spatelförmig, umgekehrt eiförmig bis linealisch umgekehrt-lanzettlich und am Ende stumpf. Die zahlreichen Fallen erreichen eine Länge von bis zu 9 (selten bis 12) Zentimeter.
Die aufrechte, einfach bis schwach verzweigte Blütenstandsachse ist 15 bis 30 (selten 10 bis 60) Zentimeter hoch, im Querschnitt zylindrisch, im unteren Teil kahl, im oberen Teil schwach bis dicht mit gestielten Drüsen behaart sowie mit einigen wenigen Schuppenblättern besetzt, die den Tragblättern gleichen. Diese sind eiförmig-lanzettlich, spitz zulaufend und erreichen eine Länge von rund 1,5 Millimeter, die Vorblätter sind linealisch-lanzettlich und kürzer.
Am Blütenstand stehen selten nur zwei, meist vier bis fünfzehn Blüten an aufrechten, 5 bis 20 (2 bis 30) Millimeter langen, während Blüte und Frucht weiterwachsenden und dicht mit kurzgestielten Drüsen sowie wenigen nichtdrüsigen Härchen besetzten Blütenstielen.
Der Kelch ist fünflappig und bis annähernd zum Ansatz geteilt, die einzelnen Lappen sind annähernd gleichgeformt, eiförmig-lanzettlich, spitz zulaufend und 1 bis 1,5 Millimeter lang und dicht mit kurzen, nichtdrüsigen Haaren besetzt. Die Krone ist 8 bis 10 Millimeter lang, ihre Färbung ist variabel, das Farbspektrum reicht von Blau über Violett und Lila bis hin zu Weiß. Die bis zu 3 Millimeter lange und 3 Millimeter breite Oberlippe ist breit-eiförmig und verjüngt sich zum oberen, gestutzten Ende hin, die deutlich dreigelappte Unterlippe ist bis zu 4,5 Millimeter lang und 4,5 bis 5,5 Millimeter breit. Der Sporn ist bis zu 6 Millimeter lang, sein äußerer Teil ist mit kurzen Drüsenhaaren besetzt.
Die sichelförmigen Staubblätter sind rund einen Millimeter lang, der Fruchtknoten rund und dicht mit kurzgestielten Drüsen behaart, der Griffel ist kurz, die Narbe einlappig und halbkreisförmig. Die runde Kapselfrucht öffnet sich entlang länglicher Schlitze und hat einen Durchmesser von 2 bis 4 Millimeter und gibt zahlreiche, weniger als 1 Millimeter lange, eiförmige bis annähernd runde Samen frei.

## Verbreitung und Standort
Genlisea angolensis ist einheimisch in Angola und der Demokratischen Republik Kongo auf Eisenkrustenböden, die wenigen Sammlungen fanden die Pflanzen häufiger in Flussnähe.

## Systematik und Botanische Geschichte
Die Erstbeschreibung erfolgte 1924 durch Ronald D’Oyley Good anhand von 1906 in Angola gesammeltem Material. Als diagnostisches Merkmal dienen die dichte, nichtdrüsige Behaarung des Kelches sowie die dichte drüsige Behaarung des Fruchtknotens. Wie alle afrikanischen Arten gehört Genlisea angolensis innerhalb der Gattung in die Sektion Genlisea.
Die Art wurde insgesamt nur sechs Mal gesammelt, anders als viele andere Arten der Gattung befindet sie sich auch nicht in Kultur.